# Scotlandella
Scotlandella, rod zelenih algi u porodici Codiaceae, dio reda Bryopsidales. Jedina priznata vrsta je S. alpina

## Vrste
1. Scotlandella alpina O. Dragastan

Neverificirane vrste:
- Scotlandella nodosa (F.W.Anderson) O.Dragastan